# Liste antiker Ortsnamen und geographischer Bezeichnungen/Ip
| Lateinischer Name | Griechischer Name            | Beschreibung              | Heute                                                | Quellen und Verweise | Lage |
| ----------------- | ---------------------------- | ------------------------- | ---------------------------------------------------- | -------------------- | ---- |
| Ipagro            |                              | Stadt in Hispania Baetica | Aguilar de la Frontera in Andalusien                 | Smith;               |      |
| Ipasturgi         |                              |                           |                                                      | Smith;               |      |
| Iphistiadae       |                              |                           |                                                      | Smith;               |      |
| Ipni              |                              |                           |                                                      | Smith;               |      |
| Ipnus             |                              |                           |                                                      | Smith;               |      |
| Ipsus             | Ἴψους (Ipsous), Ἴψος (Ipsos) | Stadt in Phrygien         | Çayırbağ in der Provinz Afyonkarahisar in der Türkei | Smith;               |      |